# Qarqin (huyện)
Qarqin là một huyện thuộc tỉnh Jowzjan, Afghanistan. Dân số thời điểm năm 1999 là 62,476 người.